# Phyllophaga sinicollis
Phyllophaga sinicollis är en skalbaggsart som beskrevs av Saylor 1943. Phyllophaga sinicollis ingår i släktet Phyllophaga och familjen Melolonthidae. Inga underarter finns listade i Catalogue of Life.